# 新潟大学医歯学総合病院
新潟大学医歯学総合病院（にいがただいがくいしがくそうごうびょういん）は、新潟県新潟市中央区旭町通一番町754番地にある国立大学法人新潟大学の附属大学病院。2014年の患者数は、医科外来402,335名、歯科外来148,418名、医科入院256,156名、歯科入院10,228名である。略称は新潟大学病院または新大（しんだい）病院。

## 沿革
- 1869年5月 施蘭薬院開設
- 1869年9月 施蘭薬院廃止
- 1870年4月 共立病院開設
- 1873年7月 共立病院廃止。私立新潟病院仮開設
- 1873年11月 私立新潟病院新築移転
- 1876年4月 県立新潟病院医学所と改称
- 1879年7月 県立新潟医学校附属病院と改称
- 1883年8月 県立甲種新潟医学校附属病院と改称
- 1888年3月 県立甲種新潟医学校附属病院廃止
- 1888年4月 区立新潟病院設置
- 1889年4月 市立新潟病院と改称
- 1910年6月 官立新潟医学専門学校附属医院と改称
- 1922年4月 官立新潟医科大学附属医院と改称
- 1949年5月 新潟大学医学部附属病院と改称
- 1967年6月 新潟大学歯学部附属病院設置
- 2003年10月 医学部附属病院と歯学部附属病院を統合し新潟大学医歯学総合病院設置
- 2010年7月 新潟県ドクターヘリ基地病院に決定
- 2012年10月 ドクターヘリ運用開始

## 診療科目
- 第一内科（循環器内科、内分泌・代謝内科、血液内科）
- 第二内科（腎・高血圧内科、呼吸器内科、感染症内科、膠原病内科、心療内科）
- 第三内科（消化器内科、肝臓内科、胆道膵臓内科）
- 精神科
- 小児科
- 第一外科（消化器・一般外科、乳腺・内分泌外科）
- 第二外科（心臓血管外科、呼吸器外科）
- 整形外科
- 形成外科
- 小児外科
- 皮膚科
- 泌尿器科
- 眼科
- 耳鼻咽喉科
- 放射線科
- 産婦人科
- 麻酔科
- 脳神経外科
- 神経内科
- 口腔外科
- 口腔保健科
- 歯の診療科
- 噛み合わせ診療科

## 併設施設など
- 総合リハビリテーションセンター
- 総合周産期母子医療センター
- 腫瘍センター
- 生命科学医療センター
- 高次救命災害治療センター

## 交通アクセス
公共交通
- 「市役所前」BRT停留所から徒歩5分

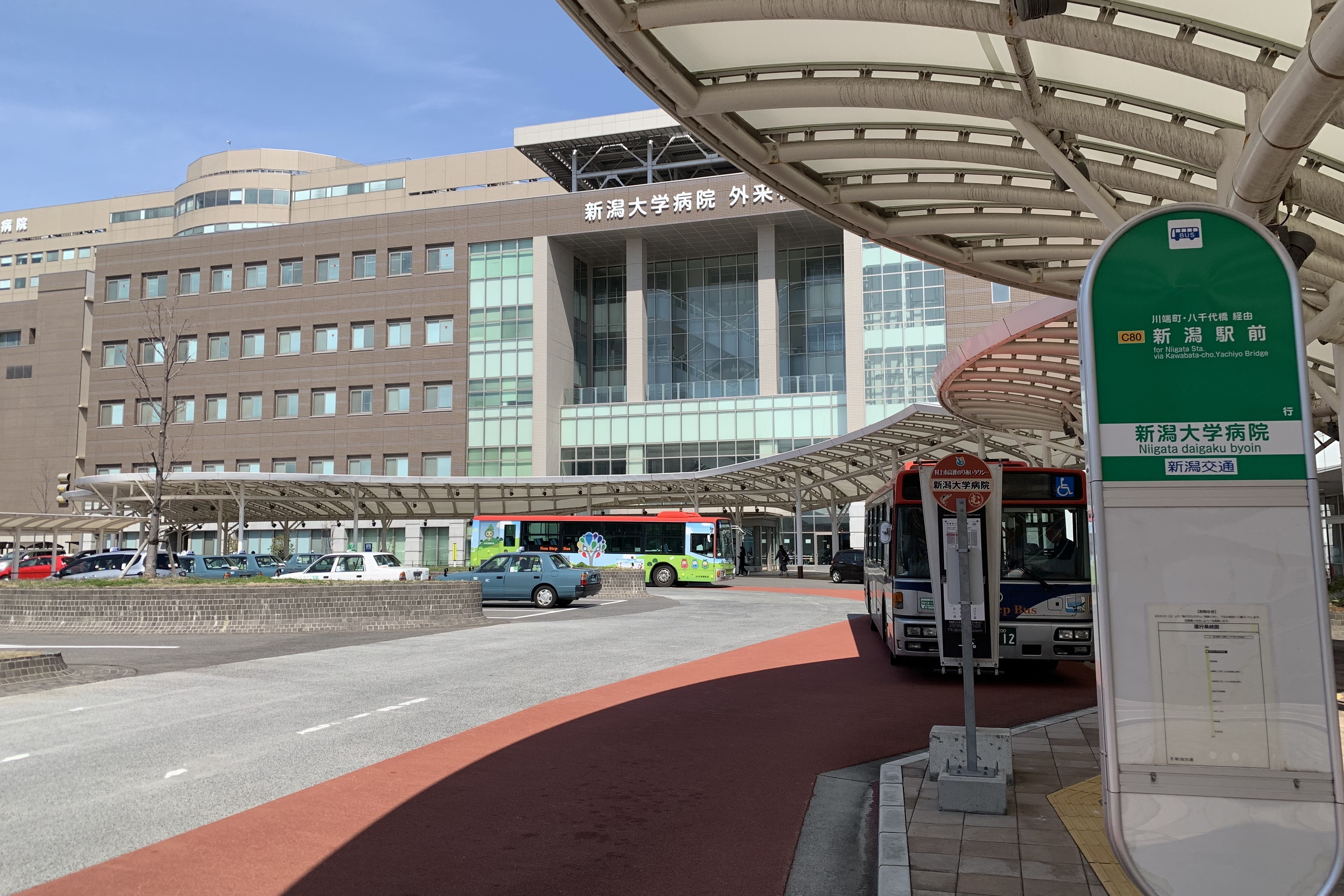
ロータリー内のバス乗り場（2019年3月）

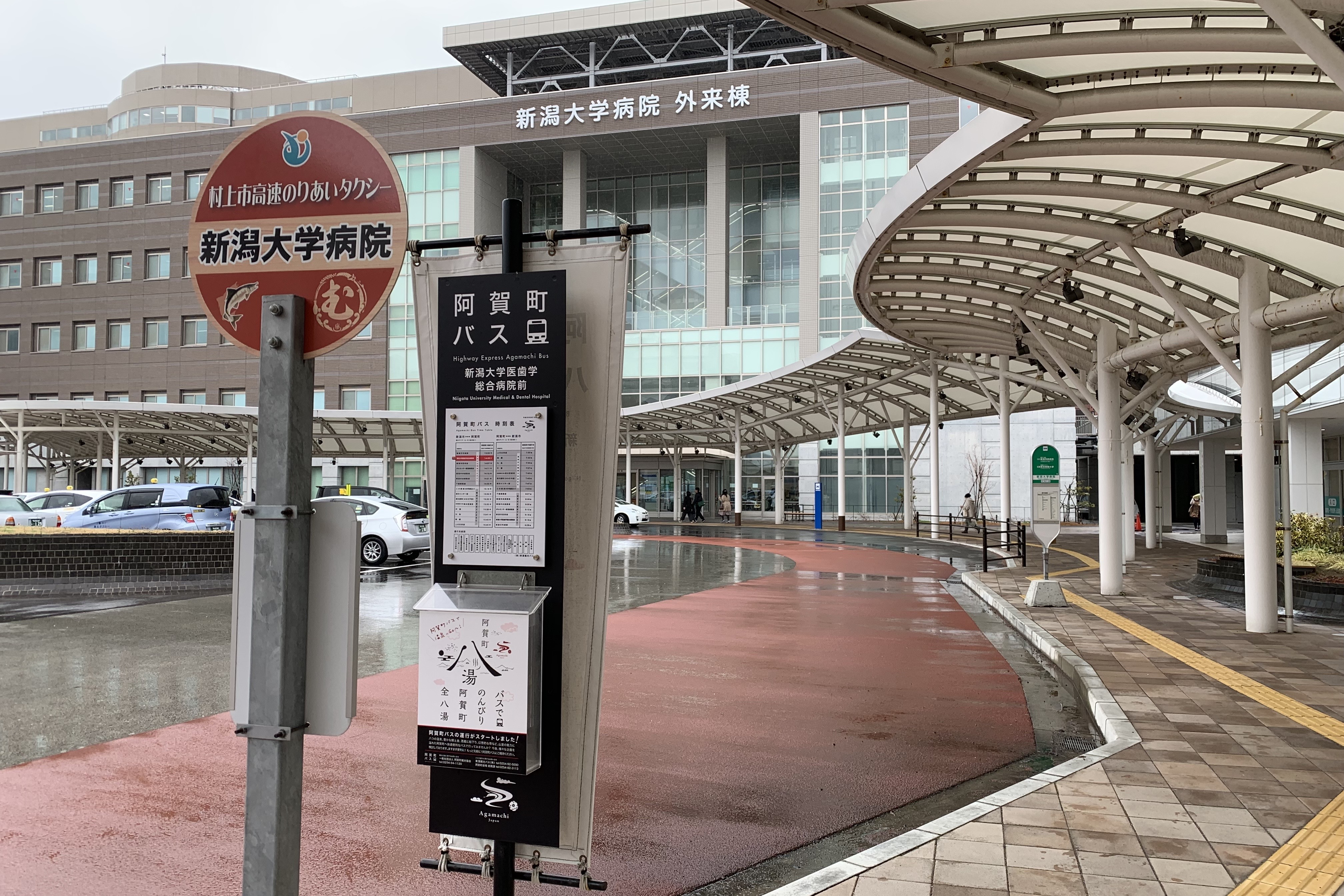
村上市や阿賀町からの高速バス・乗合タクシーも運行されている（2019年3月）

  - BRT萬代橋ラインをはじめ、各方面の路線バスが発着する。
- 「新潟大学病院」バス停から徒歩すぐ（当院のロータリー内に設けられている）
  - 新潟交通の「C8 新大病院線」（新潟駅万代口方面）、「S1 市民病院線」（県庁・新潟市民病院方面）などが発着する。

車
- 国道8号新潟バイパス・桜木インターチェンジから車で約10分